# 헬레나 크리스텐센
헬레나 크리스텐센(Helena Christensen, 1968년 12월 25일 ~ )은 덴마크의 모델, 사진가이다. 코펜하겐에서 덴마크인 아버지와 페루인 어머니의 딸로 태어났다. 1986년 미스 유니버스 덴마크에서 우승을 차지했으며 파나마에서 열린 1986년 미스 유니버스에 참가했다. 또한 빅토리아 시크릿 모델, 패션 사진가로도 활동했다.